# Marklar
A Marklar projekt célja az volt, hogy az Apple fejlesztői az addig kizárólag PowerPC processzorú Apple számítógépeken futtatható Mac OS X operációs rendszer sikeresen futtatható legyen a PC-k többségében található CPU által támogatott x86 platformon is. Ennek eredményeként a cég 2006-ban a Motorolával és az IBM-mel közösen fejlesztett PowerPC architektúráról az Intel processzoraira váltott Macintosh-gépeiben. A projektet nyilvánosan a 2005-ös WWDC kiállításon jelentették be. Ekkor azt nyilatkozták, az átállás 2006 júniusától 2007 végéig fog tartani, ám a Core 2 processzorok idő előtti megjelenése miatt már 2006-ban le tudták vezényelni a teljes váltást. Az első Mac OS X verzió, melynek nyilvános verziója futott x86-on, a 10.4 (Tiger) volt, bár már korábbi rendszereket is felkészítettek.

## Idővonal
- 2005. június 6.: az Apple bejelenti, hogy tervezgeti a PowerPC processzorok Intel gyártmányúra cserélését, továbbá piacra dobnak egy fejlesztőknek szánt prototípust $999 áron.[3]
- 2006. január 10.: a cég vezetője, Steve Jobs bemutatja az első két Intel processzorral szerelt gépet, a 15 colos MacBook Pro-t, valamint az új iMacet Core Duo processzorral.
- 2006. február 28.: a Mac mini is frissül, Core Solo és Duo kivitelben lehet kapni.
- 2006. április 5.: megjelenik a Boot Camp, amellyel az Intel CPU-s gépekre egyszerűen lehet Windows-t telepíteni.[4]
- 2006. április 24.: bemutatják a 17 colos MacBook Pro-t.
- 2006. április 27.: az Intel bejelenti, hogy a Core architektúrás Core 2 CPU-k hónapokkal hamarabb megjelenhetnek, mint azt eredetileg tervezték.
- 2006. május 16.: megjelenik a MacBook, egyesítve az iBook-ot és a 12 colos PowerBook-ot.
- 2006. június 26.: az Intel bemutatja a Xeon 5100-as szerverekbe tervezett processzorokat.[5]
- 2006. július 5.: az eMac-et az iMac közoktatásba szánt változata váltja fel.
- 2006. augusztus 7.: befejeződik az áttérés, az Apple bemutatja a Mac Pro-t a Power Mac helyett és frissíti az Xserve családot, mindkét gép az új Xeon processzorokat kapja meg. A Mac Pro azonnal, az új Xserve decemberben jelenik meg.
- 2009. augusztus 28.: megjelenik a Mac OS X 10.6 Snow Leopard, mely már nem támogatja a régi architektúrát. A PowerPC-re írt programokat a Rosetta nevű emulátorral még lehet futtatni.
- 2011. március 1.: a Mac OS X 10.7 Lion bétájából eltűnik a Rosetta, így a PowerPC-re írt programokat sem lehet használni.[6]
- 2011. július 20.: a Lion végleges verziójában végleg megszűnik a Rosetta.
- 2011. augusztus 7.: a PowerPC-s gépek „vintage” besorolást kapnak. Ezzel a támogatás kiterjeztett szakaszba lép, sok segítségnyújtási szolgáltatás nem érhető el többé a régi hardverhez.
- 2012. június 11.: az Apple kiadja az iTunes 10.6.3-as verzióját. Ez az utolsó Apple-frissítés, amely PowerPC-re érkezik.[7]
- 2013. augusztus 7.: A PowerPC-s hardverek „obsolete”, azaz elavult besorolást kapnak, ezzel a támogatás végleg megszűnik.

## Átnevezések
Néhány Mac PowerPC és Intel verziójának neve különbözik. Többnyire a „Power” előtagot távolították el, illetve ahol nem volt, beszúrták a „Mac” jelzőt. 
| PowerPC   | Intel       |
| --------- | ----------- |
| Mac mini  |             |
| iMac      |             |
| Power Mac | Mac Pro     |
| Xserve    |             |
| iBook     | MacBook     |
| PowerBook | MacBook Pro |

## Előzmények
Az első hasonló projekt az Apple életében az 1992-ben indult Star Trek Tervezet volt, amelyben a klasszikus Mac OS-t fordították volna x86 architektúrára, hogy a Novell azt felhasználhassa szervereihez. Hatalmi harcok miatt a projekt 1993-ban megszakadt és szoftvereit soha nem adták ki, ám hozzájárult a Marklar sikeréhez.
A Macintosh platform 1994 és 1996 között átment a Marklarhoz hasonló váltáson, amikor is a Motorola 68k processzorcsaládját cserélték le a PowerPC alapú CPU-kra. A Mac OS X elődje, a NeXTSTEP egyszer már át lett fordítva PowerPC-ről x86-ra. Ebben az időben az Apple főleg a PowerPC Intellel szembeni előnyeit demonstrálta reklámfilmjeiben.
Az Apple később nehézkes utat járt be a Mac OS leváltásakor, sem a Copland, sem a Taligent, sem pedig a Gershwin nem jelent meg. A megoldást a NeXT 1997-es felvásárlása és a Mac OS X 2001-es megjelenése hozta meg.
Steve Jobs a 2005-ös WWDC-n elmondta, hogy már a Mac OS X kezdetei óta minden verziót lefordítottak x86-ra is, ám ezeket a kiadásokat nem jelentették meg. Jobs kijelentette azt is, hogy a váltást az IBM hozzáállása és a PowerPC processzorok magas fogyasztása miatt fontolgatják.

## Fordítás
Ez a szócikk részben vagy egészben  az   Apple's transition to Intel processors című angol Wikipédia-szócikk ezen változatának fordításán alapul.  Az eredeti cikk szerkesztőit annak laptörténete sorolja fel. Ez a jelzés csupán a megfogalmazás eredetét és a szerzői jogokat jelzi, nem szolgál a cikkben szereplő információk forrásmegjelöléseként.